# ホワイトブレス 〜with faint hope〜
『ホワイトブレス 〜with faint hope〜』は、2004年7月23日にF&C・FC02より発売された日本の18禁恋愛アドベンチャーゲーム。

## 沿革
2004年7月23日に設定資料集『ホワイトブレスメモリアルノート』が付属された『ホワイトブレス 〜with faint hope〜 初回版』およびメモリアルノートにF&Cカードが付いた『ホワイトブレス 〜with faint hope〜 F&Cカード付初回版』が発売された。その後、初回版の品切れた2004年9月3日にメモリアルノートが付属しない『ホワイトブレス 〜with faint hope〜 通常版』が発売された。2007年5月25日にはパッケージを改め、メディアをCD-ROM2枚組からDVD-ROMに変更した『ホワイトブレス 〜with faint hope〜 パッケージリニューアル版』が発売された。また、各ダウンロード販売サイトにてダウンロード版の販売も行われている。
2006年11月22日にはKIDより全年齢対象でタイトルを『ホワイトブレス 〜絆〜』と改めたPlayStation 2版が『ホワイトブレス 〜絆〜 通常版』と『ホワイトブレス 〜絆〜 初回限定版』の2種類で発売された。限定版には草薙書き下ろしの、ののかの視点からの物語が収録されたドラマCDが同梱された。この限定版同梱CDにはすいーつたんけんたいによる「バースディケーキ」（作詞：金杉肇、YURIA / 作曲：YURIA / 編曲：小池雅也）、『ミトン』（作詞：金杉肇、YURIA / 作曲：YURIA / 編曲：細井聡司）の新曲2曲も収録された。なお、初回限定版は生産数が少ないため、取り扱い店舗が限定された。
2007年11月29日には、電脳CLUBより2枚組のDVDPG版が発売された。
2010年7月8日にau専用サイトの虹屋より、PC版を携帯電話向けにアレンジしたゲームアプリが2000ポイント（2000円相当）でリリースされた。
2010年9月2日にGN Softwareより、PC版の企画書段階では存在した幻のヒロイン・杉本椎奈を復活、新規追加した完全版『ホワイトブレス パーフェクトエディション』がPlayStation Portable対応の全年齢対象で発売された。通常版と限定版の2種類で発売され、限定版には特典として、オリジナルマグネットステッカーセットと追加キャラクターの杉本椎奈の原画を収録した設定資料集が同梱された。
2011年4月28日に『ホワイトブレス パーフェクトエディション』をPCに逆移植し、さらに杉本椎奈のアダルトシーンを追加した『ホワイトブレス パーフェクトエディション+』がF&C・FC02より発売された。
2012年10月30日には、桃ゲーより、本作のAndroid版が無料で配信された。
また、GMOが運営するGゲーでは、Android端末向けに、全ルートを収録したバージョンが有料で配信されたほか、ルート別の分割販売も行われた。

## システム
物語はプロローグからエンディングまで7つのPHASEで構成されている。
序盤の中心となるPHASE2は、「行動選択」と「アドベンチャー」の2つのパートに分かれており、それらが交互に進行することで物語が展開していく。「行動選択」では1日の始まりの時点で、その日の朝・昼・夜の3つの時間帯においてどのヒロインと出会い関係を深めるかを選択することとなる。「アドベンチャー」では、「行動選択」で選択したヒロインと会話を進めていく。
PHASE3以降は、「アドベンチャーパート」のみで構成されている。会話の途中で主人公の行動や台詞を決める選択肢が出ることもあり、その選択によってその後の展開が変化する。

## ストーリー
1998年11月末。藤沢市に住む主人公・相模 司はかけがえの無い仲間達に囲まれた楽しい生活を送っていたが、幼い頃に患っていた病気が再発する。

## 登場人物
相模司を除くキャラクターの声優はPC版、PS2版、ドラマCD、DVDPG全て共通。
相模 司（さがみ つかさ）
声：小野大輔 （ドラマCD）
身長：172cm / 誕生日：12月22日 / 血液型：O型
本編の主人公。私立茜坂学園の2年生で、サッカー部に所属する。母親はなく、父親は長期出張中で不在にしているため、一人暮らしに近い状態にある。幼い頃に重い病を患っており、既に完治したと思われていたが、再発する。
一ノ瀬 未緒（いちのせ みお）
声：夏野こおり
身長：157cm / 誕生日：4月2日 / 血液型：O型
茜坂学園の2年生で、弓道部に所属する。司とは同級生であると同時に、気兼ねなく付き合えるケンカ友達でもある。冬でも通学には母親譲りのマウンテンバイクを利用している。それまで両親のことを本当の親だと思っていたが、自分が小さい時に今の家に預けられていたことを知り、家を飛び出し司の家に転がり込むこととなる。
浅葉 ののか（あさば ののか）
声：かわしまりの
身長：152cm / 誕生日：3月5日 / 血液型：O型
茜坂学園の1年生で、サッカー部のマネージャーを務める。家はコンビニを経営しており、その手伝いで店番などをしている。すぐに離婚してしまったが、司の父親の再婚相手の連れ子で、かつて司の義妹であったことがある。司を追いかけて、茜坂学園に入学した。天然ボケな一面も。
春日 美乃（かすが よしの）
声：草柳順子
身長：156cm / 誕生日：7月7日 / 血液型：A型
茜坂学園の2年生で、美術部に所属する。司、未緒、刹那とのグループの中では母親的存在。それまでは母子家庭であったが、母親が再婚して苗字が美馬から春日に変わり、義父に連れ子がいたため弟妹ができた。家に負担をかけないように進学を諦め、就職をしようとしている。
遠峰 凪沙（とおみね なぎさ）
声：一色ヒカル
身長：163cm / 誕生日：9月13日 / 血液型：AB型
司の父方の従姉で、浪人生。司の父親に頼まれ、司の身の回りの世話をするために居候をすることになる。現役で合格した彼氏と同じ大学に行くことを目標としていたが、その彼氏が大学で新たな恋人を作ったことを知ってしまい、目標を見失う。
柊 歩（ひいらぎ あゆみ）
声：風音
身長：167cm / 誕生日：5月17日 / 血液型：B型
司と同じ年の他校の学生で、モデルの仕事をしている。喫茶店に手帳を忘れ、それを司が届けに行った事がきっかけで知り合う。司の前でだけは素直で表情豊かになれる。ファッションデザイナーの母親とは確執がある。
鳳 刹那（おおとり せつな）
声：ルネッサンス山田
身長：178cm / 誕生日：1月28日 / 血液型：AB型
茜坂学園の2年生で、司の悪友。家は鳳総合病院という大病院を経営しており、その末っ子。成績優秀で容姿も良いが、普段はおちゃらけて人をからかうような態度でいる。たまに鋭く的確な一言を言い、物語の狂言回しの役割を担う。
杉本 椎奈
声：高村優里
司たちとは別の学園に通う生徒。優柔不断且つ、ドジな性格で、しっかり者の弟がいる。那由他みかんのラジオ番組がお気に入り。

## 音楽
オープニングテーマ「遠い背中」
作曲：OdiakeS / 作詞：草薙こうたろう
エンディングテーマ「未来のカタチ」
作曲：OdiakeS / 作詞：草薙こうたろう

## スタッフ
- シナリオ：草薙こうたろう、浜沢庵（パーフェクトエディション+）
- 原画：橋本タカシ
- 音楽：OdiakeS
- CG着色：FC-G

## 開発
本作は、『With You 〜みつめていたい〜』に参加したシナリオライター・草薙こうたろうと原画家・橋本タカシの2人が再びコンビを組んで制作した作品である。

### 舞台設定
物語の舞台である「藤沢市」は、実在の神奈川県藤沢市とその周辺をモチーフにしている。5、6年にわたるロケーション・ハンティングが行われ、実際の風景を緻密に再現した背景絵が描かれている。主人公達が通う私立茜坂学園は神奈川県立鎌倉高等学校をモチーフとしている。藤沢市を舞台とした理由は、冬の季節を舞台としていながらも雪が多い所は好ましくなかったため、太平洋側で取材に行きやすい場所、かつ鎌倉といった他業社に多く利用されている場所を避けて検討した結果とのことである。
なお、本編中の架空の「藤沢市」は『With You 〜みつめていたい〜』の舞台であった「桜見町」へは電車で30分ほどで行けるという設定があり、2つの作品世界のリンクが見られる。本作のヒロインの1人である歩が通うSt.エルシア学園は『With you』の登場人物たちの通う学園でもあり、ここでも世界がリンクしている。
作中で登場するラジオの女性DJ の会話や、画面左上のカレンダーから、時代設定は1999年の一月の回想からスタートしており、本編はその約一年前となる1998年の11月25日から始まっている。

### キャラクター設定
橋本タカシは、キャラクターのセッティングの方針について「まずは舞台ありきだったので、その場に立てて違和感の無いもの、シンプルで扱い易いキャラを追求しました。」とGetchu.comとのインタビューの中で説明しており、その理由として、奇抜なデザインではなく表情で個性を出すのも面白いと思ったことを挙げている。
インタビューアーから『Piaキャロットへようこそ!!3』（以下：『Piaキャロ3』）と比較してキャラクターの印象が変わったと指摘された際、橋本は『Piaキャロ3』ではシリーズの「元気で華やか」をモットーを重視していたと振り返ったうえで、本作ではあえて逆を狙ったと答えており、従来とは異なるカラリングもその一因だろうとしている。
未緒は主人公の一番側にいる気軽な存在として設定された一方、幼馴染ではありきたりすぎるということで、クラスメイトという関係から始められた。デザインに当たっては、正面顔で映えるようにしたと橋本は振り返っており、小顔に見せるためにシャギーを入れる措置が取られた。
ののかは、一番最初にデザインが確定したものの、内面を肉付けするのに時間がかかったキャラクターでもあり、草薙は当初のイメージから大きく変わってしまったと振り返っている。
美乃は元々ヒロインをからかうお茶目なキャラクターとして設定されていたが、最終的には癒し系のキャラクターに変更された。また、橋本はデザインと原画の両方で最も苦労した分美乃には愛着があると述べ、性格を考慮してツインテールを控えめにしたと振り返っている。
凪沙は、攻略対象の中で唯一主人公よりも年上だったことから、年齢差が実際よりもやや大きくデザインされた。また、凪沙のイベントは、最初に橋本から提出されたイメージイラストをもとにしている。
歩のデザインは第一稿イラストがそのまま使われており、その時イラストに記載されていた設定も採用された。
主人公の悪友である刹那は、草薙が電波系の変態を出したいという提案をもとに生まれたキャラクターであり、最終的には「わけのわからないことを言いつつも、鋭いことを言って周囲をはっとさせる」キャラクターに仕上がった。

## 関連商品

### サウンドトラック
- ホワイトブレス・オリジナルサウンドトラック PLUS
  - 発売元：F&C・FC02 / 品番：FCCD-1001
  - CDと楽譜やイラストが収録されたB5サイズのブックレットの一体型仕様で、2004年8月13日-15日に開催されたコミックマーケット66内のF&C・シャルラクプラスブースにて発売され早々に品切れになるほど好評であったため、2004年9月19日に全国の販売店で一般販売することとなった[10]。

### ドラマCD
- ホワイトブレス 〜with faint hope〜
  - 発売元：マリン・エンタテインメント / 発売日：2004年12月29日
  - 原案：草薙こうたろう / シナリオ：秋史恭 / 品番：MGS-003
  - ストーリー原案を原作と同じ草薙こうたろうが手がけ、原作では語られなかった空白の時間における各キャラクターの物語が語られている。CD-EXTRA仕様で特典としてパソコン用の壁紙やシステムボイスも収録されている。

### 書籍
小説
ファミ通文庫・ホワイトブレス
- 著者：蕪木統文 / 発売日：2005年1月20日 / 出版社：エンターブレイン
- レーベル：ファミ通文庫 / ISBN 978-4-7577-2037-4

PARADIGM NOVELS・ホワイトブレス
- 著者：沖田和彦 / 発売日：2005年2月23日 / 出版社：パラダイム
- レーベル：パラダイムノベルス / ISBN 978-4-89490-739-3

ファンブック
ホワイトブレスオフィシャルファンブック
- 発売日：2005年2月1日 / 出版社：宙出版 / ISBN 978-4-7767-9113-3

## 反響

### 売り上げ・ランキング
| 部門名   | Getchu.com |
| -------- | ---------- |
| 総合     | 17位       |
| シナリオ | 8位        |
| 映像     | 20位       |
| 音楽     | 圏外       |
| システム | 圏外       |

本作はGetchu.comが主催する人気投票「美少女ゲーム大賞2018」の複数の部門において20位以内に選ばれた。具体的な順位は右図の通り。
| 順位 | 第1回（発売前） | 第2回（発売後）。 |
| ---- | --------------- | ----------------- |
| 1位  | 歩              | 歩                |
| 2位  | ののか          | ののか            |
| 3位  | 美乃            | 美乃              |
| 4位  | 未緒            | 未緒              |
| 5位  | 凪沙            | 凪沙              |

また、Getchu.comでは発売前と発売後でキャラクターの人気投票が行われ、いずれも、1位に歩がランクインした。